# Friedrich Lang
Friedrich Lang, avstro-ogrski pomorski častnik, vojaški pilot in letalski as.
Poročnik fregate Lang je v svoji vojaški službi dosegel 5 zračnih zmag.

## Življenjepis
Med prvo svetovno vojno je služil v pomorskih zračnih postajah Durazzo, Kumbor in Pulj.

## Odlikovanja
- red železne krone 3. razreda
- srebrna medalja za hrabrost
- vojaški zaslužni križec 3. razreda (2x)
- srebrna vojaška zaslužna medalja